# V XII
V:XII ist ein Post-Industrial-Projekt aus Göteborg.

## Geschichte
Der Post-Industrial- und Black-Metal-Musiker Daniel Jansson von Deadwood, Blodulv und Culted initiierte V:XII 2018 als ein weiteres Soloprojekt. Der Name ist ein numerologisches Anagramm des lateinischen Wortes Vixi für „ich habe gelebt“. V:XII entstand als Musik die Jansson ursprünglich für ein neues Album seines Projektes Deadwood erarbeitete eine eigene sich von Deadwood unterscheidende Form annahm. Durch die Veränderung der Ausrichtung wurde mit V:XII ein neuer inhaltlicher und musikalischer Anfang gesetzt, der sich von dem vorausgegangenen Projekt unterscheiden sollte. V:XII sollte dazu dienen „die Dunkelheit in Mensch, Tier und Kultur erforschen.“ Das so erstandene Debütalbum Rom, Rune and Ruin: The Odium Disciplina spielte Jansoon bis zum Jahr 2019 ein. Es erschien am 29. Februar 2020 über Aesthetic Death Records. Die internationale Resonanz auf das Debüt fiel überwiegend positiv aus. So verströme es, als „Album, das vor allem Atmosphäre bietet“ eine „bedrohliche Atmosphäre der besten Kriegsfilme, die man sich vorstellen kann“ und sei „ein Werk, das alle Liebhaber extremer Musik“ ansprechen sollte. Als besonders „kompromissloses und gelegentlich radikales Hörerlebnis“, erfülle V:XII mit Rom, Rune and Ruin: The Odium Disciplina im Hinblick auf Death Industrial und Dark Ambient alle Erwartungen und könne zugleich eigene Ideen in das Genre einbringen. Im darauf folgenden Jahr veröffentlichte Jansson als V:XII die Extended Play CTRL EP über Bandcamp als Musikdownload im Selbstverlag.

## Stil
Die Musik von V:XII fußt auf einer Kombination von unterschiedlichen Post-Industrial-Stilen, darunter Death Industrial, Power Electronics, Noise und Dark Ambient. der Gesang variiert zwischen Growling, gesprochenen Passagen, Summen und Schreien. Die überwiegend Elektronische Musik aus Rauschen und Dröhnen wird als atmosphärisch und bedrohlich wahrgenommen. Dabei wird das elektronische Dröhnen, von hohen Synthesizer-Klängen, Schreien, Growling und einem „ebenso unheilvollem Flüstern unterbrochen“. Die 2021 veröffentlichte EP CTRL EP tendiert zu einer stärkeren Betonung des Rhythmus, was zu einer musikalischen Annäherung an den Stil von Esplendor Geométrico und dem nordamerikanischen Industrial Dance führt.

## Diskografie
- 2020: Rom, Rune and Ruin: The Odium Disciplina (Album, Aesthetic Death Records)
- 2021: CTRL EP (EP, Selbstverlag)